# Leonid Wagin
Leonid Iwanowicz Wagin (ros. Леонид Иванович Вагин, ur. 5 lutego?/18 lutego 1905 w Tyflisie, zm. 4 kwietnia 1976 w Moskwie) – radziecki generał major, Bohater Związku Radzieckiego (1945).

## Życiorys
W marcu 1921 wstąpił ochotniczo do Armii Czerwonej, w 1926 skończył szkołę piechoty w Tbilisi i został dowódcą plutonu wojsk OGPU, w 1935 ukończył Wyższą Pograniczną Szkołę OGPU i został komisarzem dywizjonu wojsk OGPU. Brał udział w likwidacji antykomunistycznych powstań w Swanetii w 1922 i w Armenii i Azerbejdżanie 1930-1931, do partii komunistycznej WKP(b) przyjęto go w 1930. Uczestniczył w wojnie z Finlandią 1939-1940. Po ukończeniu Instytutu Orientalistyki (1940) służył jako pomocnik szefa sztabu pogranicznego pułku wojsk NKWD w Murmańsku i adiutant ds. wywiadu przy pomocniku dowódcy 15 Armii ds. ochrony tyłów oraz pomocnik szefa oddziału sztabu wojsk pogranicznych Kazachskiego Okręgu NKWD ZSRR. Od 6 lipca 1941 walczył w wojnie z Niemcami dowodząc batalionem 249 Dywizji Piechoty Frontu Rezerwowego, we wrześniu 1941 został szefem sztabu 925 pułku piechoty tej dywizji na Froncie Zachodnim i Kalinińskim, w styczniu 1942 objął dowództwo 917 pułku piechoty w 249 Dywizji Piechoty 4 Armii Uderzeniowej Frontu Kalinińskiego, został ciężko ranny. Od sierpnia 1942 do maja 1943 dowodził 52 Dywizją Piechoty na Froncie Kalinińskim i Południowo-Zachodnim, później był zastępcą dowódcy i p.o. dowódcy 48 Dywizji Piechoty Gwardii, w lipcu 1943 objął dowództwo 79 Gwardyjskiej Dywizji Piechoty, która pod jego dowództwem przeszła szlak bojowy od północnego Dońca do Odry. Na czele dywizji brał udział w forsowaniu Dniepru i wyzwalaniu Zaporoża, Nikopola, Odessy i forsowaniu Dniestru, 17 listopada 1943 otrzymał stopień generała majora, w czerwcu 1944 wraz z dywizją został przeniesiony na 1 Front Białoruski. W lipcu 1944 na czele dywizji sforsował Bug i zajął Lublin, biorąc 1700 jeńców, 1 sierpnia 1944 dotarł do Wisły, w styczniu-lutym 1945 brał udział w operacji wiślańsko-odrzańskiej. Nad Odrą 3 lutego 1945 został ciężko ranny i odesłany do szpitala. Po wyleczeniu ponownie objął dowództwo 79 Gwardyjskiej Dywizji Piechoty (w Grupie Wojsk Radzieckich w Niemczech), od lutego 1948 do listopada 1953 dowodził 36 Gwardyjską Dywizją Zmechanizowaną w Leningradzkim Okręgu Wojskowym, 1954-1956 dowodził korpusem w Moskiewskim Okręgu Wojskowym, później był naczelnikiem kolejno dwóch szkół wojskowych, w kwietniu 1961 zakończył służbę wojskową.

## Odznaczenia
- Złota Gwiazda Bohatera Związku Radzieckiego (6 kwietnia 1945)
- Order Lenina (dwukrotnie)
- Order Czerwonego Sztandaru (pięciokrotnie, m.in. 30 marca 1942, 26 sierpnia 1942 i 6 listopada 1943)
- Order Suworowa II klasy (31 maja 1945)
- Medal jubileuszowy „XX lat Robotniczo-Chłopskiej Armii Czerwonej”
- Medal „Za zwycięstwo nad Niemcami w Wielkiej Wojnie Ojczyźnianej 1941–1945”
- Medal „Za wyzwolenie Warszawy”
- Medal „Za zdobycie Berlina”

I medale ZSRR oraz zagraniczny medal i order.